# 加斯东鸟形目
加斯顿鸟形目（学名：Gastornithiformes）即冠恐鸟形目，中文正名为加斯东鸟形目，是一目史前鸟类。它们生存于古新世至全新世，分布地横跨亚洲、欧洲及北美洲。它们都是非常巨大及不会飞的鸟，就像是放大了的驼鸟。
由于加斯顿鸟形目具有高度的衍征，估计应该已演化了一段长时间。但是大部分相关的亲属于当时并不具有如此特征。
加斯顿鸟形目的现存最近亲是雁形目，故此加斯顿鸟形目属于鸡雁小纲。由于鸡雁小纲于晚白垩世已经达至了一定的多样性，故此从加斯顿鸟形目极端的适应性推断，它们最少已从雁形总目祖先分支开来后演化了1500-2500万年。
另外，新近纪的驰鸟科再现了加斯顿鸟形目巨大的体型，但驰鸟科是不是属于加斯顿鸟形目尚有争议。 